# Łucja Tomaszewska
Łucja Tomaszewska (ur. 25 października 1912 w Turniszkach w gminie Rzesza, zm. 5 sierpnia 2011) – polska nauczycielka, posłanka na Sejm PRL III kadencji.

## Życiorys
Uzyskał wykształcenie wyższe niepełne. W 1936 ukończyła Seminarium nauczycielskie w Wilnie (1936) i Wyższy Kurs Nauczycielski. Pracowała jako katechetka przez trzy lata, aż do wybuchu wojny obronnej w 1939. Pracowała jako kierownik Szkoły Podstawowej w Krzemlinie. Wstąpiła do Zjednoczonego Stronnictwa Ludowego, w 1961 została posłanką na Sejm PRL z okręgu Stargard Szczeciński, w parlamencie zasiadała w Komisji Oświaty i Nauki.
Została odznaczona Srebrnym i Złotym Krzyżem Zasługi, Krzyżem Kawalerskim Orderu Odrodzenia Polski, Medalem 40-lecia Polski Ludowej, Odznaką 1000-lecia Państwa Polskiego, odznaką „Zasłużony Działacz Ruchu Spółdzielczego” oraz odznaką „Przyjaciel Dziecka”.
Została pochowana na cmentarzu komunalnym w Stargardzie.